# Thomas Merton
Thomas Merton (* 31. ledna 1915 – 10. prosince 1968) byl jeden z nejvlivnějších katolických autorů 20. století, trapistický mnich v Abbey of Our Lady of Gethsemani v americkém státě Kentucky. Stal se uznávaným katolickým teologem, básníkem, spisovatelem a sociálním aktivistou. Napsal přes 50 knih a nespočetné množství esejí a kritik. Byl rovněž zastáncem ekumenismu, angažoval se v mezináboženském dialogu např. s tibetským dalajlámou, vietnamským zen-buddhistickým mnichem a mírovým aktivsitou Thich Nhat Hanhem či japonským filozofem D. T. Suzukim. Jeho životní dráha skončila předčasně v poměrně mladém věku, když byl nešťastnou náhodou zabit elektrickým proudem.

## Biografie

### Dětství
Narodil se 31. ledna 1915 ve francouzském Prades novozélandskému malíři Owen Mertonovi a Ruth Jenkinsové (rovněž umělkyně). Merton byl pokřtěn v anglikánské církvi podle přání svého otce, který byl často mimo domov.
Během 1. světové války se rodina přestěhovala do Spojených států, kde se narodil jeho bratr John Paul. Po válce se rodina chystala přestěhovat zpět, avšak jeho matce byla zjištěna rakovina žaludku, na kterou roku 1921 také zemřela. Bylo mu tehdy šest let.
Následující rok cestoval se svým otcem na Bermudy, kde se jeho otec zamiloval a podruhé oženil. Tom se nemohl vystát se svým nevlastním bratrem a ani vztah s novou matkou nebyl ideální. Roku 1923 se vrátili do Ameriky, kde jej otec ponechal u svých známých, kteří se již starali o John Paula, a se svou novou manželkou odplul do Evropy, aby procestoval Francii, Itálii, Anglii a nakonec Alžírsko. Dva roky poté se otec vrátil, uspořádal výstavu svých maleb a vzal jej k sobě. Stejného roku se otec se svou manželkou vydali do Francie, když však otec zjistil, že se jeho syn se svou nevlastní matkou nesnese, vztah ukončil.

### Francie 1926, Anglie 1928
Brzy poté se však znovu rozdělili, protože začal navštěvovat francouzskou školu. Cítil se však velmi osamocen a vypukly u něj i deprese. První měsíce úpěnlivě prosil otce, aby jej odtamtud vzal, avšak postupně si začal na své okolí zvykat a našel si v něm i přátele.
Zanedlouho však nastalo další stěhování, tentokrát do Anglie, kde se mu líbilo více, neboť zde byl lepší školní kolektiv než ve Francii. V neděli navštěvovali všichni studenti bohoslužbu v anglikánském kostele. Začal se rutinně modlit, avšak jakmile opustil školu, přestal. Jeho otec musel být hospitalizován kvůli mozkovému nádoru a nakonec roku 1931 zemřel. Owenův dřívější spolužák z Nového Zélandu a jeho pozdější lékař se jej ujal a nechal jej přebývat ve svém domě.
Ještě roku 1931 navštívil Řím a Florencii a poté navštívil své prarodiče v New Yorku. Následujícího roku dostudoval a zahájil svou další cestu po jižní Evropě, při které se nakonec dostal do Říma.

### Řím 1933
Když do Říma dorazil, zachvátila jej vážná bolest zubu, který mu musel být posléze vytržen. Dalšího dne se mu udělalo lépe, takže opustil svůj pokoj a začal se procházet jen tak po Římě. Náhle viděl toto město jinak než při své předchozí návštěvě – poznal Řím z druhé stránky jako „hnusné ruiny, kopce a slumy.“
Začal chodit do kostelů, aniž by sám přesně věděl, co jej k tomu vedlo. Nenavštěvoval mše, jen si je chodil prohlížet. V jednomu kostele však narazil na mozaiku Ježíše Krista, která jej připoutala natolik, že nebyl s to místo opustit – najednou však začal Řím objevovat jako křesťanské město. Pořídil si Bibli a začal číst Nový zákon. Všechny tyto zkušenosti jej vedly k přemýšlení o svém životě a nakonec se začal opravdově modlit k Bohu, aby jej vytrhl z temnoty, ve které se nacházel. Jednoho dne se dostal do kostela trapistického kláštera, jež jej uchvátil natolik, že si poznamenal: Chtěl bych se stát trapistickým mnichem.
Stejného roku se Merton přesunul do Ameriky, kde pokračoval v četbě Bible, postupně však ztratil téměř veškerý zájem o organizovanou církev. Nedlouho poté se vrátil do Anglie.

### Studia
Na podzim 1933 nastoupil Merton na Clare College v Cambridge. Byl přitom plný optimismu a nezávislosti, přesvědčený, že jeho prázdnota byla překonána. Nakonec to však bylo dosti temné období, začal pít a barům se věnoval víc než studiu. Jeho sexuální život byl volný natolik, že jej kamarádi nazývali „děvkař“. Říká se, že dokonce s jednou ženou zplodil dítě, jméno té ženy však není známo. Doslechl se však o něm jeho opatrovník, který Mertona navštívil a přísně mu vyčinil, přičemž mu dal ultimátum, že pokud nepřestane, bude muset Cambridge opustit, což se nakonec taky stalo.
Na počátku roku nastoupil do 2. ročníku Columbia University. Tato změna mu skutečně pomohla, Merton zde vyspěl a také objevil katolicismus. Jeho učitelem zde byl i Mark Van Doren, díky němuž si zamiloval literaturu. Začal pracovat pro školní noviny.
Roku 1937 se díky studiu středověké literatury dostal ke knize o středověké filosofii, díky které se ještě více začal zajímat o katolicismus. To podpořila i jeho četba Aldouse Huxleyho. Následujícího roku se setkal s hindským mnichem Brahmakarim a byl ohromen, jak hluboce byl tento člověk zaměřen na Boha. Merton předpokládal, že Brahmakari mu začne vysvětlovat svou víru a náboženství, avšak k Mertonově překvapení mu doporučil držet se svých kořenů a tradicí a odkázal jej na Vyznání sv. Augustina. To pro něj byl další impuls, aby se znovu začal modlit. Když si pak přečetl knihu Gerarda Menleyho Hopkinse, popadl svůj kabát a spěchal na blízkou faru, kde vyjádřil přání stát se katolíkem - za pár měsíců byl pokřtěn.

### Směřování ke klášteru
Záhy vyjádřil přání stát se knězem, bylo mu však doporučeno učinit tak v rámci některého řádu – zmíněni byli jezuité, cisterciáci a františkáni. Jelikož četl něco o Františku z Assisi, vybral si františkány. Byl odkázán na bratra Murphyho.
Další novicové však měli být přijímáni až za rok. Během čekání na tento termín jej začaly stíhat pochybnosti, zda je do kláštera skutečně povolán. Bratru Murphymu se s tímto svěřil, přičemž vylíčil i svou temnou minulost. Dalšího dne mu br. Murphy oznámil zdrcující zprávu, že si nemyslí, že by byl do kláštera povolán.
Nastoupil nicméně na františkánskou univerzitu sv. Bonaventury, brzy začal také vyučovat. Bylo to období, kdy se jeho modlitba stále více prohlubovala a kdy ukončil své návyky pít a kouřit. 1941 se ucházel o místo učitele v newyorském Harlemu, přičemž zjistil, jak málo toho zná o tomto místě plném bídy a prostituce.

### Mnišský život
Na toto místo však nakonec nenastoupil, protože 10. prosince 1941 přišel do getsemanského opatství, kde se po několika dnech připojil ke komunitě, kterou tehdy jako opat vedl Dom Frederic Dunne. V klášteře pokračoval v psaní pro noviny, což se mu však zdálo být v rozporu s mnišským životem. Jeho představený však jeho obavy rozptýlil. Roku 1944 tak byla publikována jeho kniha Thirty Poems (Třicet básní) a následně také The Seven Storey Mountain (Sedmistupňová hora), ve které popsal svůj životní příběh.
Roku 1949 byl vysvěcen na kněze a o něco později dostal na starost výuku noviců, což byla práce, kterou měl opravdu rád. Merton se stával stále známějším, čehož využil k tomu, aby se začal více zasazovat o rasovou toleranci a mírnění sociálních rozdílů.
Z této doby také pochází jedna úsměvná historka. Byl mu svěřen klášterní jeep, aby udělal nějakou práci v lese. Nikdy předtím však jeep neřídil, takže zapadl do bažin. Nechal automobil tak jak byl a utekl od něj. Jeep mu již svěřen nikdy nebyl.
Roku 1968 mu byla opatem povolena cesta po Asii, během které se v Indii setkal s Dalajlámou a navštívil také některá svatá místa buddhismu. Objevují se spekulace, že Merton přemýšlel o tom, že by zůstal v Asii jako poustevník.

### Smrt
Z Asie se skutečně nevrátil, avšak z jiného důvodu. Zemřel v Bangkoku 10. prosince 1968, když se dotkl špatně uzemněného elektrického větráku během vylézání z vany. Jeho tělo bylo letecky přepraveno do Gethsemani, kde bylo pohřbeno.

## Vybraná bibliografie

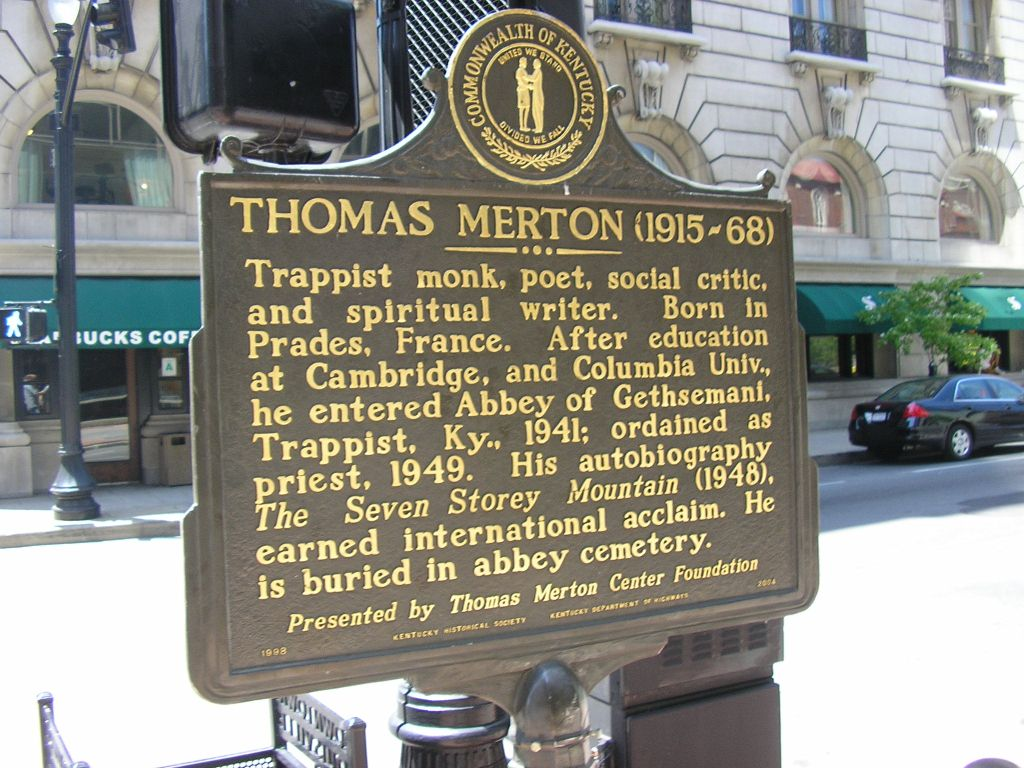
Pamětní tabule upomínající na T. Mertona v Downtown Louisville

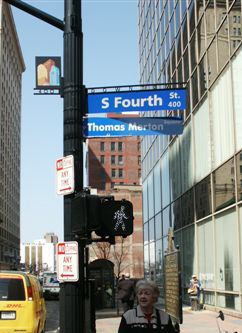
Náměstí Thomase Mertona v Downtown Louisville

### Vydaná v češtině
- Sedmistupňová hora. Brno: Cesta, 2002. ISBN 80-7295-034-7. (Mertonova autobiografie)
- Kontemplativní modlitba. 1. vyd. Praha: Zvon, 1993. ISBN 80-7113-083-4.
- Monastický pokoj. 1. vyd. Praha: Benediktinské arciopatství sv. Vojtěcha a sv. Markéty, 1999. ISBN 80-902682-0-X.
- Rozjímání v samotě. 1. vyd. Řím: Křesťanská akademie, 1970.
- Žádný člověk není ostrov. 2. vyd. Praha: Krystal OP, 1995. ISBN 80-85929-04-X.
- Duchovní vedení a rozjímání. 1. vyd. Kostelní Vydří: Karmelitánské nakladatelství, 1997. ISBN 80-7192-225-0.
- Jonášovo znamení. 1. vyd. Praha: Zvon, 1995. ISBN 80-7113-121-0. (Mertonův deník)
- Vody Siloe. 1. vyd. Praha: Krystal OP. 2007. ISBN 978-80-85929-90-4 (historie Trapistického řádu)

### Vydaná v angličtině
- Thirty Poems, 1944, New Directions (All Libraries)
- A Man in the Divided Sea, 1946, New Directions (All Libraries) Archivováno 29. 9. 2007 na Wayback Machine.
- The Tears of the Blind Lions, 1949, New Directions (All Libraries)
- Waters of Siloe, 1949, ISBN 0-15-694954-7, (All Libraries) Archivováno 29. 9. 2007 na Wayback Machine.
- The Ascent to Truth, 1951, ISBN 0-86012-024-4, (All Libraries) Archivováno 29. 9. 2007 na Wayback Machine.
- Bread in the Wilderness, 1953 (All Libraries) Archivováno 29. 9. 2007 na Wayback Machine.
- The Last of the Fathers, 1954 (All Libraries) Archivováno 22. 5. 2006 na Wayback Machine.
- No Man is an Island, 1955
- The Living Bread, 1956, Farrar, Straus & Cudahy (All Libraries) Archivováno 29. 9. 2007 na Wayback Machine.
- The Silent Life, 1957 (All Libraries) Archivováno 29. 9. 2007 na Wayback Machine.
- The Secular Journal of Thomas Merton, 1959 (All Libraries) Archivováno 29. 9. 2007 na Wayback Machine.
- Disputed Questions, 1960 (All Libraries) Archivováno 29. 9. 2007 na Wayback Machine.
- The Behavior of Titans, 1961 (All Libraries) Archivováno 29. 9. 2007 na Wayback Machine.
- The New Man, 1961, ISBN 0-374-51444-5, (All Libraries) Archivováno 29. 9. 2007 na Wayback Machine.
- New Seeds of Contemplation, 1962, ISBN 0-8112-0099-X, (All Libraries) Archivováno 29. 9. 2007 na Wayback Machine.
- Original Child Bomb: Points for Meditation to be Scratched on the Walls of a Cave, 1962, New Directions (All Libraries) Archivováno 29. 9. 2007 na Wayback Machine.
- Emblems of a Season of Fury, 1963 (All Libraries) Archivováno 29. 9. 2007 na Wayback Machine.
- Life and Holiness, 1963, Herder and Herder (All Libraries) Archivováno 29. 9. 2007 na Wayback Machine.
- Seasons of Celebration, 1965, Farrar, Straus and Giroux (All Libraries) Archivováno 29. 9. 2007 na Wayback Machine.
- Seeds of Destruction, 1965 (All Libraries) Archivováno 29. 9. 2007 na Wayback Machine.
- Conjectures of a Guilty Bystander, 1966, ISBN 0-385-01018-4, (All Libraries) Archivováno 29. 9. 2007 na Wayback Machine.
- Raids on the Unspeakable, 1966 (All Libraries) Archivováno 29. 9. 2007 na Wayback Machine.
- Redeeming the Time, 1966, Burns & Oates, (All Libraries) Archivováno 29. 9. 2007 na Wayback Machine.
- Mystics and Zen Masters, 1967, Farrar, Straus and Giroux, ISBN 0-374-52001-1 (All Libraries) Archivováno 29. 9. 2007 na Wayback Machine.
- Selected Poems, 1967, New Directions (All Libraries) Archivováno 29. 9. 2007 na Wayback Machine.
- Cables to the Ace, 1968, New Directions (All Libraries) Archivováno 29. 9. 2007 na Wayback Machine.
- Faith and Violence, 1968 (All Libraries) Archivováno 22. 5. 2006 na Wayback Machine.
- Zen and the Birds of Appetite, 1968, New Directions Publishing, ISBN 0-8112-0104-X (All Libraries) Archivováno 29. 9. 2007 na Wayback Machine.
- My Argument with the Gestapo, 1969, Doubleday (All Libraries) Archivováno 29. 9. 2007 na Wayback Machine.
- The Geography of Lograire, 1969, New Directions Publishing (All Libraries) Archivováno 29. 9. 2007 na Wayback Machine.
- The Way of Chuang Tzu, 1969, New Directions Publishing, ISBN 0-8112-0103-1 (All Libraries) Archivováno 29. 9. 2007 na Wayback Machine.
- Contemplation in a World of Action, 1971 (All Libraries) Archivováno 29. 9. 2007 na Wayback Machine.
- The Asian Journal of Thomas Merton, 1973, New Directions Publishing, ISBN 0-8112-0570-3, (All Libraries) Archivováno 29. 9. 2007 na Wayback Machine.
- Ishi Means Man, 1976, Unicorn Press, ISBN 0-87775-100-5 (All Libraries) Archivováno 29. 9. 2007 na Wayback Machine.
- Alaskan Journal of Thomas Merton, 1988 (All Libraries) Archivováno 29. 9. 2007 na Wayback Machine.
- The Intimate Merton: His Life from His Journals, 1999 (All Libraries) Archivováno 29. 9. 2007 na Wayback Machine.
- Peace in the Post-Christian Era, 2004, Orbis Books, ISBN 1-57075-559-0 (All Libraries) Archivováno 29. 9. 2007 na Wayback Machine.